# Arytaina brevigena
Arytaina brevigena är en insektsart som beskrevs av Crawford 1919. Arytaina brevigena ingår i släktet Arytaina och familjen rundbladloppor. Inga underarter finns listade i Catalogue of Life.